# Lliga de Campions de la LEN masculina
|  | Aquest article tracta sobre la competició masculina de waterpolo. Si cerqueu la competició femenina de waterpolo, vegeu «Lliga de Campions de la LEN femenina». |

La Lliga de Campions de la LEN, anteriorment anomenada Copa d'Europa de Waterpolo (1963-1996), Lliga de Campions (1996-2003), i Eurolliga de la LEN (2003-2011), és la màxima competició europea de clubs de waterpolo. De caràcter anual, és organitzada per Lliga Europea de Natació i es disputa des de la temporada 1963-64. El guanyador de la competicó és declarat campió d'Europa i té dret a participar en la Supercopa d'Europa de la següent temporada.
El dominador absolut de la competició és el club italià Pro Recco amb onze títols, la majoria aconseguits des del 2003. Tanmateix, històricament el torneig ha estat dominada per diversos equips de l'antiga Iugoslàvia, com VK Partizan i HAVK Mladost, amb set títols cadascun. Tres equips catalans han guanyat la competició, el Club Natació Barcelona (1982), el Club Natació Catalunya (1995) i el Club Natació Atlètic-Barceloneta (2014).

## Participants de la fase final
La fase final de la LX Lliga de Campions de la LEN es celebra a l'Sportski centar Voždovac na Banjici de Belgrad, del 31 de maig al 3 de juny de 2023, que es disputa en format de final a vuit:
- Zodiac CN Atlètic-Barceloneta
- AN Brescia
- FTC Telekom Budapest
- VK Jug Adriatic
- VK Novi Beograd
- Olympiacos Piraeus
- Pro Recco
- NC Vouliagmeni

## Historial
| En negreta = Equip guanyador (1) = Nombres de títols 1-1 = Marcador campió-subcampió (prò.) = Prórroga (p.) = Penaltis Nota. Noms dels equips segons l'època |

| Edició                         | Temp.                      | Data                                                            | Campió                                                          | Resultat                                                        | Finalista                                                       | Seu                                                             | refs.                      |                            |
| Copa d'Europa de waterpolo     | Copa d'Europa de waterpolo | Copa d'Europa de waterpolo                                      | Copa d'Europa de waterpolo                                      | Copa d'Europa de waterpolo                                      | Copa d'Europa de waterpolo                                      | Copa d'Europa de waterpolo                                      | Copa d'Europa de waterpolo | Copa d'Europa de waterpolo |
| ------------------------------ | -------------------------- | --------------------------------------------------------------- | --------------------------------------------------------------- | --------------------------------------------------------------- | --------------------------------------------------------------- | --------------------------------------------------------------- | -------------------------- | -------------------------- |
| I                              | 1963-64                    | N/D                                                             | VK Partizan (1)                                                 | lligueta                                                        | Dynamo Moscou                                                   | Zagreb                                                          |                            |                            |
| II                             | 1964-65                    | N/D                                                             | Pro Recco (1)                                                   | lligueta                                                        | VK Partizan                                                     | Recco                                                           |                            |                            |
| III                            | 1965-66                    | N/D                                                             | VK Partizan (2)                                                 | 5–3 / 4–3                                                       | Dynamo Magdeburg                                                | Belgrad / Magdeburg                                             |                            |                            |
| IV                             | 1966-67                    | N/D                                                             | VK Partizan (3)                                                 | 5–3 / 2–1 / 4–3                                                 | Pro Recco                                                       | Belgrad / Recco / Ginebra                                       |                            |                            |
| V                              | 1967-68                    | N/D                                                             | HAVK Mladost (1)                                                | 4–2 / 4–4                                                       | Dinamo Bucarest                                                 | Zagreb / Bucarest                                               |                            |                            |
| VI                             | 1968-69                    | N/D                                                             | HAVK Mladost (2)                                                | 7–3 / 4–4                                                       | Dynamo Moscou                                                   | Zagreb / Moscou                                                 |                            |                            |
| VII                            | 1969-70                    | N/D                                                             | HAVK Mladost (3)                                                | 5–3 / 3–2                                                       | Pro Recco                                                       | Zagreb / Recco                                                  |                            |                            |
| VIII                           | 1970-71                    | N/D                                                             | VK Partizan (4)                                                 | lligueta                                                        | HAVK Mladost                                                    | Belgrad                                                         |                            |                            |
| IX                             | 1971-72                    | N/D                                                             | HAVK Mladost (4)                                                | lligueta                                                        | Pro Recco                                                       | Hvar                                                            |                            |                            |
| X                              | 1972-73                    | N/D                                                             | Orvosegyetem SC (1)                                             | lligueta                                                        | VK Partizan                                                     | Budapest                                                        |                            |                            |
| XI                             | 1973-74                    | N/D                                                             | MGU Moscou (1)                                                  | lligueta                                                        | Orvosegyetem SC                                                 | Moscou                                                          |                            |                            |
| XII                            | 1974-75                    | N/D                                                             | VK Partizan (5)                                                 | lligueta                                                        | Orvosegyetem SC                                                 | Belgrad                                                         |                            |                            |
| XIII                           | 1975-76                    | N/D                                                             | VK Partizan (6)                                                 | lligueta                                                        | Vasas SC                                                        | Amersfoort                                                      |                            |                            |
| XIV                            | 1976-77                    | N/D                                                             | CSKA Moscou (1)                                                 | lligueta                                                        | HZ Zian                                                         | Moscou                                                          |                            |                            |
| XV                             | 1977-78                    | N/D                                                             | CC Napoli (1)                                                   | lligueta                                                        | CSKA Moscou                                                     | Palerm                                                          |                            |                            |
| XVI                            | 1978-79                    | N/D                                                             | Orvosegyetem SC (2)                                             | lligueta                                                        | CN Montjuïc                                                     | Piscines Folch i Torres, Barcelona                              |                            |                            |
| XVII                           | 1979-80                    | N/D                                                             | Vasas SC (1)                                                    | lligueta                                                        | VK Partizan                                                     | Berlín Occidental                                               |                            |                            |
| XVIII                          | 1980-81                    | N/D                                                             | Jug Dubrovnik (1)                                               | lligueta                                                        | Spandau 04                                                      | Dubrovnik                                                       |                            |                            |
| XIX                            | 1981-82                    | N/D                                                             | CN Barcelona (1)                                                | lligueta                                                        | Spandau 04                                                      | Piscina de l'Escullera, Barcelona                               | [ 2 ] [ 3 ]                |                            |
| XX                             | 1982-83                    | N/D                                                             | Spandau 04 (1)                                                  | 10–7 / 10–6                                                     | Dynamo Alma-Ata                                                 | Almati / Berlín Occidental                                      | [ 4 ]                      |                            |
| XXI                            | 1983-84                    | N/D                                                             | Pro Recco (2)                                                   | 10-8 / 8–5                                                      | Alphen                                                          | Alphen aan den Rijn / Recco                                     |                            |                            |
| XXII                           | 1984-85                    | N/D                                                             | Vasas SC (2)                                                    | 11-11 / 10–5                                                    | CSKA Moscou                                                     | Moscou / Budapest                                               |                            |                            |
| XXIII                          | 1985-86                    | N/D                                                             | Spandau 04 (2)                                                  | 9-7 / 7–4                                                       | Budapesti VSC                                                   | Budapest / Berlín Occidental                                    |                            |                            |
| XXIV                           | 1986-87                    | N/D                                                             | Spandau 04 (3)                                                  | 10-5 / 8-7                                                      | Dynamo Moscou                                                   | Berlín Occidental / Moscou                                      |                            |                            |
| XXV                            | 1987-88                    | N/D                                                             | AS Pescara (1)                                                  | 12-10 / 9-9                                                     | Spandau 04                                                      | Pescara / Berlín Occidental                                     |                            |                            |
| XXVI                           | 1988-89                    | N/D                                                             | Spandau 04 (4)                                                  | 11-10 / 11-11                                                   | CN Catalunya                                                    | Berlín Occidental / Barcelona                                   |                            |                            |
| XXVII                          | 1989-90                    | N/D                                                             | HAVK Mladost (5)                                                | 10-9 / 11–9                                                     | Spandau 04                                                      | Berlín Occidental / Zagreb                                      |                            |                            |
| XXVIII                         | 1990-91                    | N/D                                                             | HAVK Mladost (6)                                                | 10-7 / 10-11                                                    | CC Napoli                                                       | Zagreb / Nàpols                                                 |                            |                            |
| XXIX                           | 1991-92                    | N/D                                                             | VK Jadran Split (1)                                             | 12–10 / 11–8                                                    | RN Savona                                                       | Savona / Split                                                  | [ 5 ]                      |                            |
| XXX                            | 1992-93                    | N/D                                                             | VK Jadran Split (2)                                             | 8–7 / 6–4                                                       | HAVK Mladost                                                    | Zagreb / Split                                                  |                            |                            |
| XXXI                           | 1993-94                    | N/D                                                             | Újpesti TE (1)                                                  | 10–6 / 11–11                                                    | CN Catalunya                                                    | Budapest / Barcelona                                            |                            |                            |
| XXXII                          | 1994-95                    | N/D                                                             | CN Catalunya (1)                                                | 7–6 / 7–8                                                       | Újpesti TE                                                      | Barcelona / Budapest                                            | [ 2 ] [ 6 ]                |                            |
| XXXIII                         | 1995-96                    | N/D                                                             | HAVK Mladost (7)                                                | 4–7 / 6–6                                                       | Újpesti TE                                                      | Budapest / Zagreb                                               |                            |                            |
| Lliga de Campions de waterpolo |                            |                                                                 |                                                                 |                                                                 |                                                                 |                                                                 |                            |                            |
| XXXIV                          | 1996-97                    | 05-04-1997                                                      | CN Posillipo (1)                                                | 10–7                                                            | HAVK Mladost                                                    | Piscina Felice Scandone, Nàpols                                 |                            |                            |
| XXXV                           | 1997-98                    | 06-06-1998                                                      | CN Posillipo (2)                                                | 8–6                                                             | AS Pescara                                                      | Zagreb                                                          |                            |                            |
| XXXVI                          | 1998-99                    | 05-06-1999                                                      | POŠK (1)                                                        | 8–7                                                             | VK Bečej                                                        | Piscina Felice Scandone, Nàpols                                 |                            |                            |
| XXXVII                         | 1999-00                    | 27-05-2000                                                      | VK Bečej (1)                                                    | 11–8                                                            | HAVK Mladost                                                    | Piscina Municipal de Bečej                                      |                            |                            |
| XXXVIII                        | 2000-01                    | 19-05-2001                                                      | Jug Dubrovnik (2)                                               | 8–7 (prò.)                                                      | Olympiacos SFP                                                  | Bazen u Gružu, Dubrovnik                                        |                            |                            |
| XXXIX                          | 2001-02                    | 25-05-2002                                                      | Olympiacos SFP (1)                                              | 9–7                                                             | Budapest Honvéd                                                 | Piscina Nacional Alfréd Hajós, Budapest                         |                            |                            |
| XL                             | 2002-03                    | 17-05-2003                                                      | Pro Recco (3)                                                   | 9–4                                                             | Budapest Honvéd                                                 | Piscina Sciorba, Gènova                                         |                            |                            |
| Eurolliga de la LEN            |                            |                                                                 |                                                                 |                                                                 |                                                                 |                                                                 |                            |                            |
| XLI                            | 2003-04                    | 29-05-2004                                                      | Budapest Honvéd (1)                                             | 7–6                                                             | Jadran Herceg Novi                                              | Piscina Nacional Alfréd Hajós, Budapest                         |                            |                            |
| XLII                           | 2004-05                    | 21-05-2005                                                      | CN Posillipo (3)                                                | 9–8 (pro.)                                                      | Budapest Honvéd                                                 | Piscina Felice Scandone, Nàpols                                 |                            |                            |
| XLIII                          | 2005-06                    | 20-05-2006                                                      | Jug Dubrovnik (3)                                               | 9–7                                                             | Pro Recco                                                       | Bazen u Gružu, Dubrovnik                                        |                            |                            |
| XLIV                           | 2006-07                    | 23-06-2007                                                      | Pro Recco (4)                                                   | 9–8                                                             | Jug Dubrovnik                                                   | Piscina Scarioni, Milà                                          |                            |                            |
| XLV                            | 2007-08                    | 10-05-2008                                                      | Pro Recco (5)                                                   | 13–12 (prò.)                                                    | Jug Dubrovnik                                                   | Piscina Municipal de Montjuïc, Barcelona                        |                            |                            |
| XLVI                           | 2008-09                    | 23-05-2009                                                      | Primorac Kotor (1)                                              | 8–7 (prò.)                                                      | Pro Recco                                                       | Kantrida Swimming Complex, Rijeka                               |                            |                            |
| XLVII                          | 2009-10                    | 15-05-2010                                                      | Pro Recco (6)                                                   | 9–3                                                             | VK Primorac Kotor                                               | Piscina Felice Scandone, Nàpols                                 |                            |                            |
| XLVIII                         | 2010-11                    | 04-06-2011                                                      | VK Partizan (7)                                                 | 11–7                                                            | Pro Recco                                                       | Stadio Olimpico del Nuoto, Roma                                 |                            |                            |
| Lliga de Campions de la LEN    |                            |                                                                 |                                                                 |                                                                 |                                                                 |                                                                 |                            |                            |
| XLIX                           | 2011-12                    | 12-05-2012                                                      | Pro Recco (7)                                                   | 11–8                                                            | VK Primorje                                                     | Piscina Ioan Alexandrescu, Oradea                               |                            |                            |
| L                              | 2012-13                    | 01-06-2013                                                      | VK Estrella Roja (1)                                            | 8–7                                                             | Jug Dubrovnik                                                   | Tašmajdan Sports Center, Belgrad                                |                            |                            |
| LI                             | 2013-14                    | 31-05-2014                                                      | CN Atlètic Barceloneta (1)                                      | 7–6                                                             | VK Radnički                                                     | Piscines Bernat Picornell, Barcelona                            | [ 2 ]                      |                            |
| LII                            | 2014-15                    | 30-05-2015                                                      | Pro Recco (8)                                                   | 8–7                                                             | VK Primorje                                                     | Piscines Bernat Picornell, Barcelona                            |                            |                            |
| LIII                           | 2015-16                    | 04-06-2016                                                      | Jug Dubrovnik (4)                                               | 6–4                                                             | Olympiacos SFP                                                  | Duna Arena, Budapest                                            |                            |                            |
| LIV                            | 2016-17                    | 27-05-2017                                                      | Szolnoki VSK (1)                                                | 10–5                                                            | Jug Dubrovnik                                                   | Duna Arena, Budapest                                            |                            |                            |
| LV                             | 2017-18                    | 09-06-2018                                                      | Olympiacos SFP (2)                                              | 9–7                                                             | Pro Recco                                                       | Piscina Sciorba, Gènova                                         |                            |                            |
| LVI                            | 2018-19                    | 08-06-2019                                                      | Ferencvárosi TC (1)                                             | 10–10 (4-3, p.)                                                 | Olympiacos SFP                                                  | Stadionbad, Hannover                                            |                            |                            |
| LVII                           | 2019-20                    | Edició cancel·lada per la Pandèmia per coronavirus de 2019-2020 | Edició cancel·lada per la Pandèmia per coronavirus de 2019-2020 | Edició cancel·lada per la Pandèmia per coronavirus de 2019-2020 | Edició cancel·lada per la Pandèmia per coronavirus de 2019-2020 | Edició cancel·lada per la Pandèmia per coronavirus de 2019-2020 |                            |                            |
| LVIII                          | 2020-21                    | 05-06-2021                                                      | Pro Recco (9)                                                   | 9–6                                                             | FTC Telekom                                                     | Sportski centar Voždovac na Banjici, Belgrad                    |                            |                            |
| LIX                            | 2021-22                    | 04-06-2022                                                      | Pro Recco (10)                                                  | 13–13 (4-3, p.)                                                 | Novi Beograd                                                    | Sportski centar Voždovac na Banjici, Belgrad                    |                            |                            |
| LX                             | 2022-23                    | 02-06-2023                                                      | Pro Recco (11)                                                  | 14–11                                                           | Novi Beograd                                                    | Sportski centar Voždovac na Banjici, Belgrad                    |                            |                            |
| LXI                            | 2023-24                    | 07-06-2024                                                      | FTC Telekom (2)                                                 | 12-11                                                           | Pro Recco                                                       | National Pool Complex, Gżira                                    |                            |                            |

1. ↑  Es jugà un partit de desempat a Ginebra

## Palmarès
| Equip                            | Campió | Subcampió | Finals | Anys campió                                                                                       | Anys subcampió                                                         |
| -------------------------------- | ------ | --------- | ------ | ------------------------------------------------------------------------------------------------- | ---------------------------------------------------------------------- |
| AS Pro Recco                     | 11     | 8         | 19     | 1964-65, 1983-84, 2002-03, 2006-07, 2007-08, 2009-10, 2011-12, 2014-15, 2020-21, 2021-22, 2022-23 | 1966-67, 1969-70, 1971-72, 2005-06, 2008-09, 2010-11, 2017-18, 2023-24 |
| HAVK Mladost                     | 7      | 4         | 11     | 1967-68, 1968-69, 1969-70, 1971-72, 1989-90, 1990-91, 1995-96                                     | 1970-71, 1992-93, 1996-97, 1999-00                                     |
| Vaterpolo klub Partizan          | 7      | 3         | 10     | 1963-64, 1965-66, 1966-67, 1970-71, 1974-75, 1975-76, 2010-11                                     | 1964-65, 1972-73, 1979-80                                              |
| Wasserfreunde Spandau 04         | 4      | 4         | 8      | 1982-83, 1985-86, 1986-87, 1988-89                                                                | 1980-81, 1981-82, 1987-88, 1989-90                                     |
| Vaterpolski klub Jug             | 4      | 4         | 8      | 1980-81, 2000-01, 2005-06, 2015-16                                                                | 2007-08, 2006-07, 2012-13, 2016-17                                     |
| Circolo Nautico Posillipo        | 3      | 0         | 3      | 1996-97, 1997-98, 2004-05                                                                         | —                                                                      |
| Olympiacos SFP                   | 2      | 3         | 5      | 2001-02, 2017-18                                                                                  | 2000-01, 2015-16, 2018-19                                              |
| Orvosegyetem Sport Club          | 2      | 2         | 4      | 1972-73, 1978-79                                                                                  | 1974-75, 1973-74                                                       |
| Vasas Sport Club                 | 2      | 1         | 3      | 1979-80, 1984-85                                                                                  | 1975-76                                                                |
| Ferencvárosi Torna Club          | 2      | 1         | 3      | 2018-19, 2023-24                                                                                  | 2020-21                                                                |
| Vaterpolski klub Jadran          | 2      | 0         | 2      | 1991-92, 1992-93                                                                                  | —                                                                      |
| Budapest Honvéd                  | 1      | 3         | 4      | 2003-04                                                                                           | 2001-02, 2002-03, 2004-05                                              |
| CSKA Moscou                      | 1      | 2         | 3      | 1976-77                                                                                           | 1977-78, 1984-85                                                       |
| Club Natació Catalunya           | 1      | 2         | 3      | 1994-95                                                                                           | 1988-89, 1993-94                                                       |
| Újpesti Torna Egylet             | 1      | 2         | 3      | 1993-94                                                                                           | 1994-95, 1995-96                                                       |
| Circolo Canottieri Napoli        | 1      | 1         | 2      | 1977-78                                                                                           | 1990-91                                                                |
| AS Waterpolis Pescara            | 1      | 1         | 2      | 1987-88                                                                                           | 1997-98                                                                |
| Vaterpolo klub Bečej             | 1      | 1         | 2      | 1999-00                                                                                           | 1998-99                                                                |
| Vaterpolo klub Primorac Kotor    | 1      | 1         | 2      | 2008-09                                                                                           | 2009-10                                                                |
| Club Natació Barcelona           | 1      | 0         | 1      | 1981-82                                                                                           | —                                                                      |
| Pomorski Športski Klub           | 1      | 0         | 1      | 1998-99                                                                                           | —                                                                      |
| VK Estrella Roja                 | 1      | 0         | 1      | 2012-13                                                                                           | —                                                                      |
| Club Natació Atlètic-Barceloneta | 1      | 0         | 1      | 2013-14                                                                                           | —                                                                      |
| Szolnoki Vízilabda Sport Club    | 1      | 0         | 1      | 2016-17                                                                                           | —                                                                      |
| FK Dinamo Moscou                 | 0      | 3         | 3      | —                                                                                                 | 1963-64, 1968-69, 1986-87                                              |
| Vaterpolski klub Primorje        | 0      | 2         | 2      | —                                                                                                 | 2011-12, 2014-15                                                       |
| Novi Beograd                     | 0      | 2         | 2      | —                                                                                                 | 2021-22, 2022-23                                                       |
| Plivački vaterpolo klub Jadran   | 0      | 1         | 1      | —                                                                                                 | 2003-04                                                                |
| Rari Nantes Savona               | 0      | 1         | 1      | —                                                                                                 | 1991-92                                                                |